# Кусоње (Осмаци)
Кусоње су насељено мјесто у општини Осмаци, Република Српска, БиХ. Према попису становништва из 2013. у насељу је живјело 135 становника.

## Становништво
| Демографија | Демографија | Демографија |
| Година      | Становника  | Становника  |
| ----------- | ----------- | ----------- |
| 1961.       | 403         |             |
| 1971.       | 476         |             |
| 1981.       | 436         |             |
| 1991.       | 412         |             |
| 2013.       | 135         |             |